# Literatura serbska

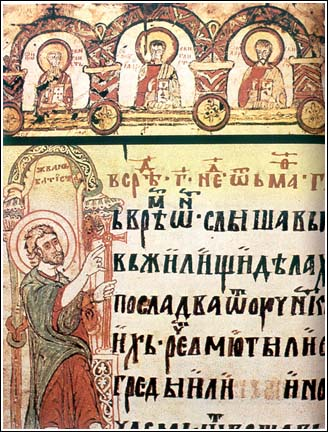
Ewangeliarz Mirosława, jeden z najstarszych zabytków piśmiennictwa serbskiego

Literatura serbska – termin obejmujący dzieła literackie tworzone przez Serbów, zarówno w kraju, jak i na emigracji. Literatura serbska pisana jest współcześnie w języku serbskim, aczkolwiek w dzieje piśmiennictwa serbskiego wpisują się także teksty pisane w serbskiej redakcji języka staro-cerkiewno-słowiańskiego, w języku słowianoserbskim oraz tzw. ruskosłowiańskim.
Do najwybitniejszych pisarzy serbskich należy Ivo Andrić, autor Mostu na Drinie i laureat nagrody Nobla w dziedzinie literatury za rok 1961. Niemałą popularność zdobył sobie również Milorad Pavić, autor Słownika chazarskiego.

## Średniowiecze

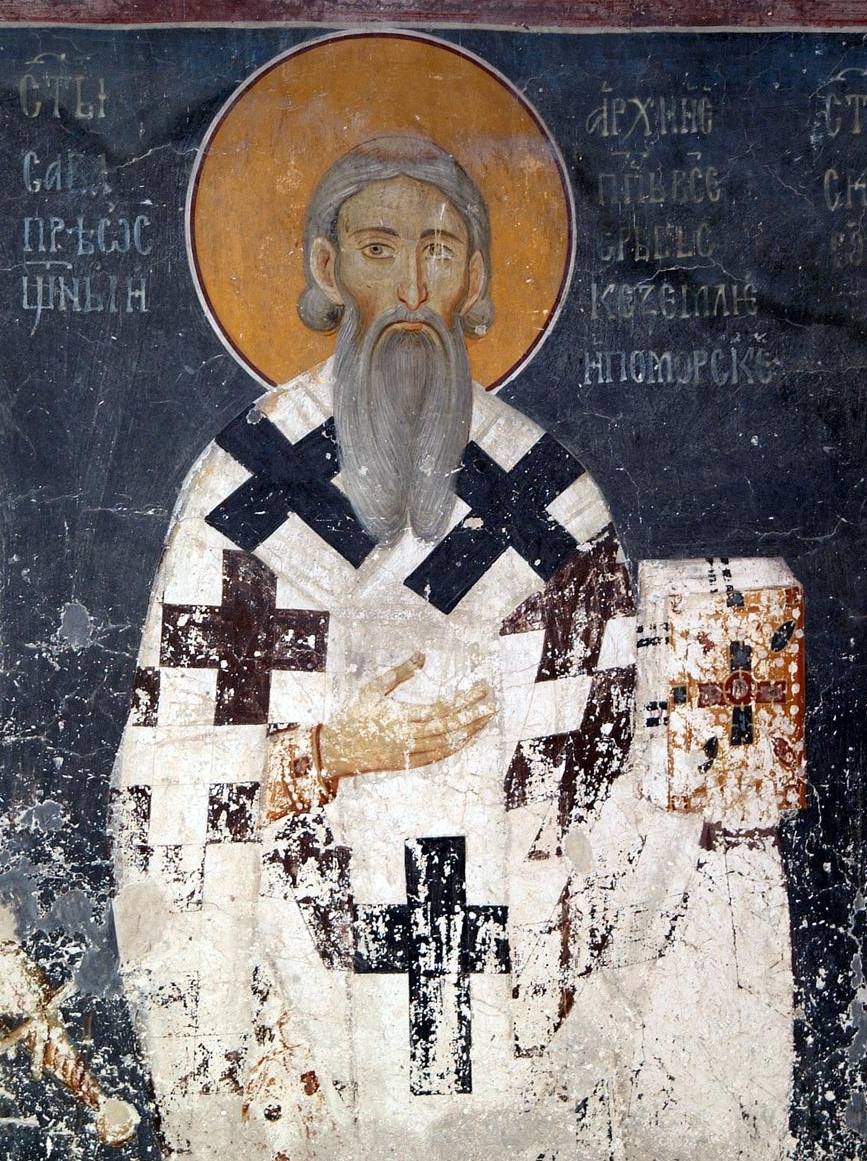
Fresk przedstawiający świętego Sawę w klasztorze w Studenicy

Średniowieczna literatura serbska rozwijała się pod silnym wpływem Serbskiego Kościoła Prawosławnego. Głównymi ośrodkami piśmiennictwa były klasztory oraz dwory władców. Dominowała tematyka religijna, choć pisano także biografie, mające przeważnie charakter panegiryków. Powstawały również tłumaczenia (m.in. Aleksandreidy).
Jednym z najstarszych tekstów, włączanych w obręb piśmiennictwa serbskiego jest Ewangeliarz Mirosława, bogato zdobiony rękopis, zawierający wybór tekstów z czterech Ewangelii (tzw. aprakos). Ewangeliarz wyrasta z tradycji religijnego piśmiennictwa staro-cerkiewno-słowiańskiego, jednak od strony językowej zawiera pewne cechy, które stanowią odstępstwo od norm, udokumentowanych w najstarszych tekstach s-c-s. W szczególności dotyczy to wpływu lokalnych dialektów serbskich, jak również pewnych osobliwości ortograficznych, nietypowych dla piśmiennictwa s-c-s. Sposób przygotowania manuskryptu od strony materiałowej i językowej wskazują na to, iż tekst ten nie powstał w próżni, lecz najprawdopodobniej dokumentuje ukształtowaną wcześniej na ziemiach serbskich rodzimą tradycją piśmienniczą.
Do najstarszych zabytków średniowiecznego piśmiennictwa świeckiego zaliczany jest Przywilej Chilendarski (serb. Hilandarska povelja). Jest to dokument prawno-literacki z przełomu XII i XIII w., zawierający prócz treści prawnych, związanych z nadaniami dla klasztoru Chilandar na górze Athos, także pewne elementy autobiograficzne fundatora, Stefana Nemanii. Zostały one rozwinięte w Żywocie świętego Symeona, będącym ujętą hagiograficznie biografią Stefana Nemanii, który po ustąpieniu z tronu w 1196 r. złożył śluby mnisze i jako mnich Symeon osiadł w Chilandarze. Autorem żywota jest pierwszy arcybiskup serbski, Sawa (1175–1235).
Wśród uczniów i następców arcybiskupa Sawy wkrótce po jego śmierci rozwinął się kult, który zaowocował szeregiem utworów hagiograficznych oraz hymnograficznych poświęconych świętemu. Należy do nich m.in. powstała w 1237 Służba na przeniesienie ciała św. Sawy, napisana przez nieznanego z imienia ucznia z okazji translacji relikwii świętego z Tyrnowa do klasztoru w Mileševie. W połowie wieku XIII (1243 lub 1254) na zamówienie króla Stefana Urosza I powstał Żywot świętego Sawy, napisany przez mnicha Domentijana. Jest to tekst pisany wykwintnym, wysokim stylem, charakterystycznym dla literatury dworskiej tego czasu (tzw. splatanie słów), z licznymi reminiscencjami biblijnymi, zdradzający gruntowne wykształcenie teologiczne autora. Z końca wieku pochodzi natomiast inny żywot świętego Sawy, autorstwa mnicha Teodosije, będący przeróbką utworu Domentijana. Tekst ten pisany jest prostszym językiem, niż utwór Domentijana i w odróżnieniu od niego większą wagę przywiązuje do zdarzeń z życia świętego, niż ich teologicznej interpretacji.
Na przełomie XIII i XIV w. działał Danilo II (1270–1337), arcybiskup, biograf i poeta, autor sześciu biograficznych utworów zgromadzonych w cyklu Żywoty królów i arcybiskupów serbskich (wydane drukiem w 1866). Danilo przedstawił w nich postacie trzech serbskich władców z dynastii Nemanjiciów (zob. np. Żywot świętego Stefana Dragutina) oraz trzech arcybiskupów. Są to teksty, których powstanie motywowane było głównie względami politycznymi i dlatego też bywają one zaliczane przez współczesnych historyków literatury raczej do utworów o charakterze historycznym i publicystycznym, niż do hagiografii. Kontynuatorem pracy Danila II był jego nieznany z imienia uczeń, który dopełnił cykl biografii żywotami świętego Stefana Deczańskiego, świętego króla Duszana oraz biografią samego Danila. Danilo napisał również dwie służby (nabożeństwa) ku czci arcybiskupów serbskich.
W literaturze serbskiej tego okresu wyróżniają się utwory, których autorką była uznawana za pierwszą serbską poetkę, mniszka Jefimija (ok. 1350–1405, w życiu świeckim Jelena Mrnjačević). Krótko przed bitwą na Kosowym Polu (1371) powstał krótki utwór żałobny Płacz za małym synkiem Uglješą wyrażający matczyny żal po śmierci dziecka. Z końca wieku (ok. 1398 r.) pochodzi modlitwa do Jezusa Chrystusa, wyhaftowana złotem na zasłonie w klasztorze Chilandar. Natomiast ok. 1402 r. powstała Pochwała księcia Lazara, umieszczona na pokrowcu na relikwiarz, zawierający prochy księcia Łazarza. Utwory te, będące krótkimi poetyckimi tekstami niewielkiej objętości, zaliczane są ze względu na tematykę, kompozycję oraz sposób obrazowania, do najpiękniejszych dzieł średniowiecznej literatury serbskiej. Podkreśla się ich oryginalność, wyrażającą się w umiejętnym połączeniu tego co ludzkie (smutek, poczucie osobistej tragedii), z tym, co uniwersalne, ponadczasowe.

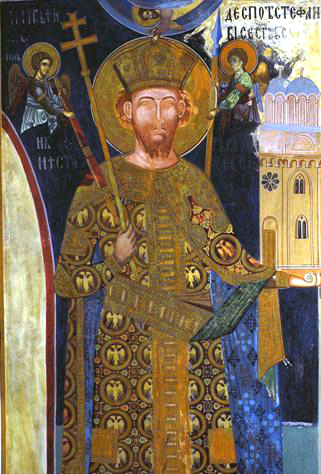
Stefan Lazarević na średniowiecznym fresku

Do najważniejszych postaci serbskiej literatury przełomu XIV i XV w. należy Stefan Lazarević (1377–1427, panował od 1389 r.), władca i pisarz, zasłużony także jako mecenas kultury. Jest on autorem Słowa miłości, poetyckiego listu, którego powstanie datuje się na rok 1404 lub 1409. Utwór ten, skomponowany z dziesięciu części, których pierwsze litery tworzą akrostych, uważany jest za jeden z najciekawszych tekstów tego typu w literaturze średniowiecznej.
Na dworze Stefana Lazarevicia działał Konstantyn Kostenecki (1380-ok. 1431), bułgarski mnich i pisarz, wychowany w tradycji tyrnowskiej szkoły piśmienniczej. Konstantyn jest autorem traktatu gramatycznego Przepisy dotyczące pisma, który powstał najprawdopodobniej w klasztorze resawskim około 1425 roku. Wzorując się na reformach ortograficznych Eutymiusza Tyrnowskiego, zbliżających pisownię języka cerkiewnosłowiańskiego do ortografii greckiej, Konstantyn dokonał reformy ortografii serbskiej. Jego reformy obejmowały fonetykę, interpunkcję i terminologię liturgiczną. Opracowane przez Konstantyna zasady pisowni, zwane redakcją resawską, wywarły znaczny wpływ na piśmiennictwo serbskie i zachodniobułgarskie (macedońskie). Konstantyn napisał również obszerny Żywot Stefana Lazarevicia.
Upadek piśmiennictwa średniowiecznego nastąpił po inwazji Turków osmańskich na tereny Półwyspu Bałkańskiego. Po bitwie na Kosowym Polu (1389) Serbia znalazła się w orbicie wpływów osmańskich, stając się państwem wasalnym.

## Oświecenie

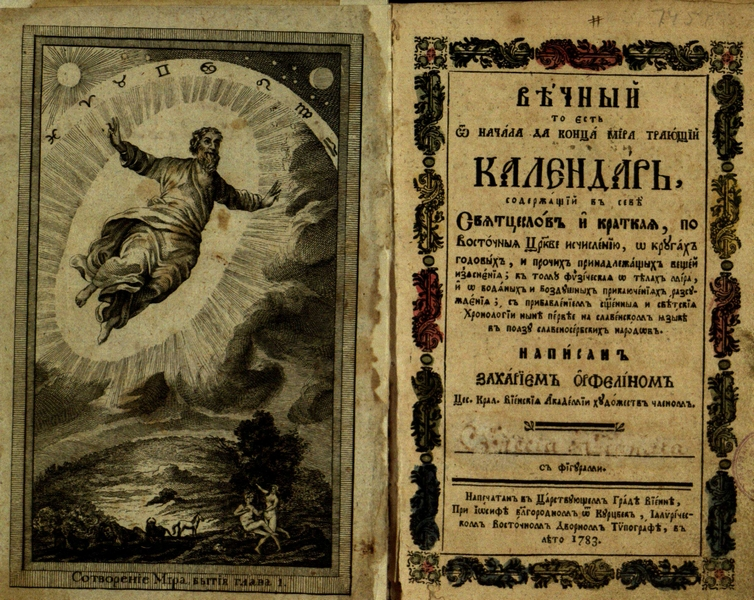
Stworzenie świata – miedzioryt Orfelina, oraz strona tytułowa jego Wiecznego kalendarza, Wiedeń 1783

Za prekursora nowoczesnej literatury serbskiej uważany jest Zaharije Orfelin (1726–1785), działacz kulturalny, poeta, historyk, rytownik, kaligraf, tłumacz oraz autor utworów teologicznych i dydaktycznych. Inspirowany ideami oświecenia europejskiego podjął on próbę wyjścia poza wciąż obowiązujące kanony językowe i gatunkowe literatury serbskiej, która pozostawała wciąż w kręgu wzorów ukształtowanych jeszcze w okresie średniowiecza. Dążąc do demokratyzacji języka, Orfelin próbował w tekstach zamieszczonych na łamach Magazynu Słowianoserbskiego (1768, uznawanego za uważany za pierwsze czasopismo serbskie oraz pierwsze w ogóle czasopismo południowosłowiańskie) zbliżyć język literacki (którym podówczas był język cerkiewnosłowiański) do żywej mowy. Efektem starań było powstanie tzw. języka słowianoserbskiego, w którym prócz elementów języka cerkiewnosłowiańskiego oraz cech zaczerpniętych z dialektów serbskich, znalazło się też dużo zapożyczeń z języka rosyjskiego.
Do najważniejszych utworów Orfelina zaliczany jest poemat Płacz Serbii (1761), uważany za najlepszy serbski tekst poetycki swej epoki. Jest to barokowy utwór alegoryczny o wymowie antyaustriackiej, pisany trzynastozgłoskowym wierszem, którego wzór został zaczerpnięty z polskiej tradycji literackiej. Orfelin był również autorem podręczników, utworów historycznych (Żywot Piotra Wielkiego, 1772), teologicznych (Księga przeciw papiestwu rzymskiemu, utwór pozostał w rękopisie) oraz naukowych (Wielki zielnik serbski, nieopublikowany).
Dla rozwoju serbskiej historiografii zasłużył się Jovan Rajić (1726–1801), pisarz, historyk, teolog, mnich z klasztoru w Kovilju. Jest on autorem obszernego, czterotomowego dzieła historycznego Historia różnych narodów słowiańskich, zwłaszcza Bułgarów, Chorwatów i Serbów (oryg. Istorija raznih slovenskih narodov, najpače Bolgar, Horvatov i Serbov). Zostało ono opublikowane w Wiedniu w latach 1794–1795. Rajić był reprezentantem tzw. szkoły ruskosłowiańskiej, która posługiwała się językiem, stanowiącym mieszankę cech cerkiewnosłowiańskich, serbskich i ruskich. Rajić pisał także utwory poetyckie oraz dramatyczne. Należy do nich alegoryczno-historyczna pieśń Walka smoka z orłami (oryg. Boj zmaja s orlovi, 1791), oraz dramat Tragedia, czyli smutna opowieść o śmierci ostatniego cara serbskiego Uroša (oryg. Tragedija sireč pečalnaja povest o smerti poslednjago carja serbskago Uroša, 1798), będąca przeróbką wcześniejszego utworu Emanuila Kozaczyńskiego.

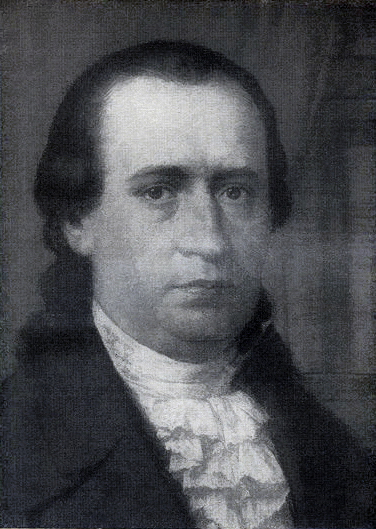
Dositej Obradović

Literatura oraz system oświaty w Serbii aż do lat 70. XVIII w. pozostawała pod wpływem Cerkwi prawosławnej. Szkoły tworzone były przy cerkwiach lub siedzibach dostojników cerkiewnych, nauczali w nich głównie duchowni, zaś program, nierzadko obejmujący również przedmioty świeckie, skoncentrowany był raczej na sprawach związanych z religią. Wprowadzane przez Józef II Habsburg (1780–1790) reformy (józefinizm) ograniczyły na ziemiach serbskich wpływy cerkwi prawosławnej w szkolnictwie, m.in. poprzez usunięcie nauczycieli przybyłych z Rosji, zakazanie używania języka cerkiewnosłowiańskiego w redakcji ruskiej (tzw. ruskosłowiańskiego) oraz przywozu rosyjskich książek.
Jednym z najwybitniejszych twórców serbskiego oświecenia był Dositej Obradović (ok. 1739–1811), minister edukacji w rządzie Jerzego Czarnego. W swoich licznych pismach moralistyczno-wychowawczych krzewił kult oświaty oraz propagował idee racjonalizmu. Jako tłumacz przyswajał literaturze serbskiej dzieła wybitnych europejskich pisarzy oraz filozofów europejskich jego epoki. W 1808 roku założył pierwszą serbską uczelnię wyższą (Velika Škola).
Pod wpływem idei oświeceniowych zaczęły się w Serbii pojawiać typowe dla epoki gatunki literackie, wśród nich przede wszystkim powieść. Za pierwszy utwór powieściowy w literaturze serbskiej uznawane jest dzieło Anastasije Stojkovicia (1773–1832), pt. Aristid i Natalija. Jest to tekst pisany w konwencji powieści sentymentalnej, w której historia miłosna jest tłem dla rozważań moralnych oraz kwestii związanych z wychowaniem i edukacją społeczną. Dla rozwoju powieści serbskiej zasłużył się przede wszystkim Milovan Vidaković (1780–1841), autor kilku utworów, które zdobyły sobie niemałą popularność w serbskich kręgach czytelniczych pierwszej połowy XIX wieku. Vidaković w swych powieściach (m.in. Usamljeni junoša 1810, Velimir i Bosiljka 1811, Ljubomir u Jelisijumu 1814, Kasija carica 1827 i in.) nawiązywał do dziejów średniowiecznej Serbii, sięgając także po motywy egzotyczne i choć utwory te nie reprezentują wysokiego poziomu artystycznego, przyczyniły się do spopularyzowania tego gatunku w Serbii.

## Preromantyzm

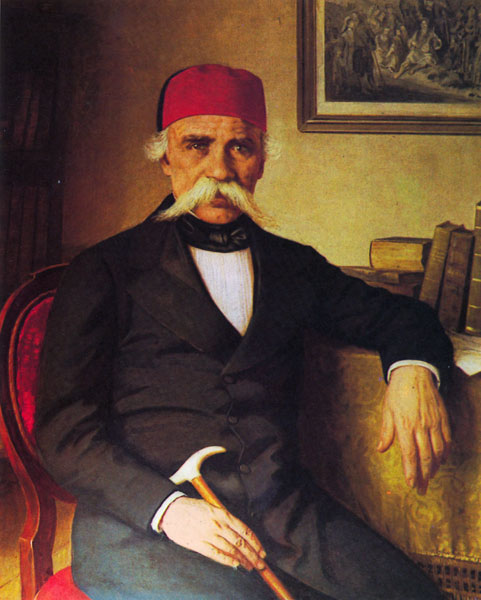
Vuk Stefanović Karadžić

Postacią, która w decydujący sposób wpłynęła na uformowanie się nowoczesnego literackiego języka serbskiego oraz wpłynęła na kształt literatury serbskiej, był Vuk Karadžić (1787–1864), językoznawca, etnograf i działacz kulturalny. Karadžić zreformował i skodyfikował alfabet serbski, przyjmując jako podstawową zasadę „pisz, jak mówisz, czytaj jak jest napisane”. Normę literacką języka oparł na dialekcie sztokawskim w wariancie ekawskim. Zbliżył tym samym język literacki do żywych dialektów i zerwał z dotychczasową praktyką używania w charakterze języków literackich języka słowianoserbskiego oraz ruskosłowiańskiego. Karadžić był również aktywnym zbieraczem serbskiej twórczości ludowej, zapisywał i wydawał ludowe pieśni, podania i zagadki serbskie. W oparciu o obfity materiał ludowy napisał słownik języka serbskiego (Српски рјечник, 1818).
Reforma Karadžicia spotkała się z oporem czynników oficjalnych (kościelnych i państwowych), które nie zgadzały się na odstąpienie od dotychczasowych i sprawdzonych zasad. Stopniowo jednak zmiany wprowadzone przez Karadžicia zostały zaakceptowane i przyjęte przez ludzi pióra i działaczy kulturalnych z kolejnych generacji (m.in. Branka Radičevicia oraz Đurę Daničicia).
Do najważniejszych przedstawicieli literatury serbskiej pierwszej połowy XIX w. należał Petar Petrović Njegoš, władca i metropolita Czarnogóry. W 1834 r. wydał w Cetinju tom Pustinjak cetinjski, zawierający pieśni inspirowane twórczością ludową. Niegosz w dziejach literatury serbskiej zapisał się jako autor Górskiego wieńca (1846), utworu oryginalnego gatunkowo i nawiązującego w treści do tragicznych wydarzeń z dziejów narodu serbskiego.

## Romantyzm
W literaturze serbskiej okresu romantyzmu dominuje poezja. Wśród autorów tego okresu wymienić należy takich autorów, jak m.in. Branko Radičević, Đura Jakšić, Laza Kostić czy Jovan Ilić.
Za jednego z najwybitniejszych twórców serbskiego romantyzmu uważany jest Jovan Jovanović Zmaj (1833–1904). Jest on autorem m.in. dwu tomów wierszy Đulići (1864) i Đulići uveoci (1882), będących poetyckim zapisem przeżyć autora. Tom pierwszy zawiera teksty w jasnej tonacji, pisane pod wpływem miłości i szczęśliwych lat małżeńskich, natomiast tom Đulići uveoci jest lirycznym dokumentem osobistej tragedii poety po śmierci żony i dzieci. Zmaj był twórcą bardzo płodnym, pisywał m.in. utwory dla dzieci (jako pierwszy w literaturze serbskiej), satyry, zasłużył się również jako tłumacz poezji węgierskiej, angielskiej, niemieckiej, rosyjskiej, polskiej i czeskiej.

## Realizm
Tendencje realistyczne dominowały w literaturze serbskiej w drugiej połowie XIX w., od lat 60. XIX w. aż do pierwszego dziesięciolecia wieku dwudziestego. W porównaniu z epoką romantyzmu, okres ten charakteryzuje zauważalna przemiana gatunkowa i tematyczna w produkcji literackiej. Wśród gatunków literackich największą rolę odgrywały gatunki prozatorskie, w tym przede wszystkim opowiadanie, oraz – w nieco mniejszym stopniu – powieść. Obiektem zainteresowania pisarzy stały się losy zwyczajnego człowieka, umiejscawiane w konkretnym kontekście historycznym bądź współczesnym.
Krytykę serbskiej twórczości romantycznej przeprowadził Svetozar Marković (1846–1875), wskazując w artykułach publicystycznych jej pseudopatriotyzm, sentymentalność i sztuczność oraz postulując wprowadzenie do literatury aktualnej tematyki, związanej z codziennym życiem i zaangażowanej w przemiany społeczne.
Do najważniejszych przedstawicieli tego nurtu należeli: Jakov Ignjatović, Milovan Glišić, Laza Lazarević, Janko Veselinović, Ilija Vukićević, Simo Matavulj, Stevan Sremac oraz Vojislav Ilić (poeta).
Ważnym twórcą przełomu XIX i XX w. był Radoje Domanović (1873–1908), który do literatury serbskiej wprowadził jako nowy gatunek nowelę satyryczno-alegoryczną. Domanović pisał początkowo (od swego debiutu w 1893 r.) realistyczne opowiadania o tematyce wiejskiej i bajki dla dzieci, jednak w późniejszym czasie zwrócił się ku satyrze. Za najcenniejsze w jego twórczości uznawane są satyryczne opowiadania, ukazujące w krzywym zwierciadle ustrój społeczny, polityczny i kulturę państwa serbskiego początków XX w. (zob. np. Przywódca).
Wyróżniającym się dramatopisarzem tego okresu był Branislav Nušić, kontynuujący działalność pisarską także w okresie modernizmu oraz w okresie międzywojennym.
Charakterystycznym zjawiskiem epoki realizmu jest również intensywny rozwój krytyki literackiej, recenzującej powstające dzieła literackie z punktu widzenia ich wartości artystycznej, ale także stawiającej sobie za cel kształtowanie gustów czytelniczych. Do głównych krytyków literackich tego czasu należał Ljubomir Nedić (1858–1902), autor opracowań, poświęconych życiu i twórczości serbskich poetów i prozaików.

## Modernizm
Elementy estetyki modernistycznej zaczęły pojawiać się w literaturze serbskiej na przełomie XIX i XX w. Zmieniła się wtedy również orientacja kulturalna twórców serbskich, podczas gdy pisarze wcześniejszych pokoleń znajdowali się pod silnym wpływem literatury rosyjskiej i kultury rosyjskiej, coraz większą rolę pod koniec XIX w. zaczynały odgrywać wpływy francuskie, początkowo w krytyce literackiej i poezji, później także w prozie. Rosła rola czasopism literackich, takich jak m.in. Srpski književni glasnik i Srpski pregled.
Pisarze, tacy jak Pavle Popović (1868–1939), Jovan Skerlić (1877–1914) oraz Sima Pandurović (1883–1960) podejmowali w swych utworach m.in. tematykę indywidualności jednostki w społeczeństwie, europejskości, nie stroniąc od wątków politycznych i pesymistycznego spojrzenia na rzeczywistość. Obecne w twórczości pisarzy tego czasu są również elementy dotyczące tożsamości narodowej i nacjonalizmu.

## Literatura międzywojenna
- Veljko Petrović (1884–1967)
- Momčilo Nastasijević
- Dušan Vasiljev (1900–1924)
- Isidora Sekulić (1887–1958)
- Isak Samokovlija (1889–1955)

## Literatura powojenna

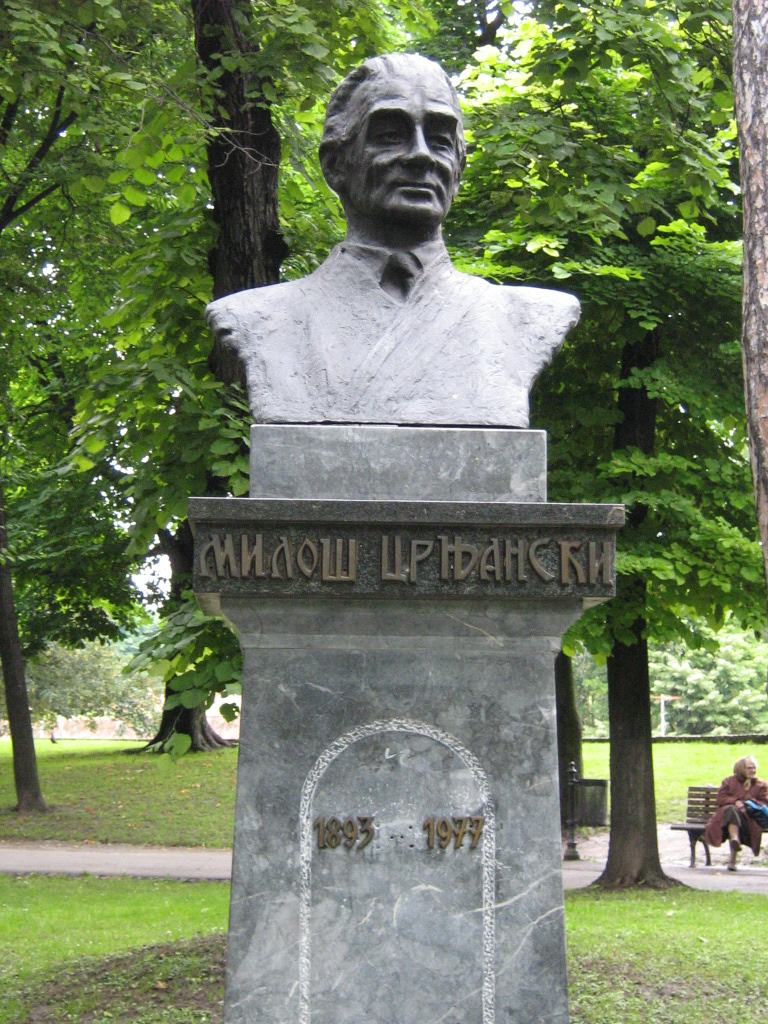
Popiersie Miloša Crnjanskiego na Kalemegdanie w Belgradzie

W literaturze powojennej rozwijała się refleksja nad historią oraz konkretnymi wydarzeniami, które zadecydowały o losach narodu serbskiego i Serbii pozostającej w ramach Jugosławii. Refleksja ta pozostawała pod wpływem dominującej podówczas oficjalnej wykładni ideologicznej (komunizm, jak również walka z komunizmem). Istotny był również rozwój świadomości narodowej narodów zamieszkujących Jugosławię, zarówno w Chorwacji, jak i Bośni i Hercegowinie czy Macedonii, czego owocem była dyskusja nad przynależnością poszczególnych twórców do konkretnych literatur narodowych. Jest to o tyle ważne, że wielu ówczesnych pisarzy uważało się za Jugosłowian i popierało ideę wspólnego państwa dla wszystkich zamieszkujących go narodów.
Walor literackiego i estetycznego przełomu miała w drugiej połowie lat 50. XX w. twórczość Miodraga Bulatovicia. Debiutancki tom opowiadań Bulatovicia, zatytułowany Diabły nadchodzą (Đavoli dolaze, 1955) oraz kolejny Wilk z dzwonkiem (Vuk i zvono, 1958) wywołały w jugosłowiańskiej prasie literackiej ożywioną polemikę. Obdarzonemu bujną wyobraźnią, eksperymentującemu z językiem i formą pisarzowi daleko było od opiewania komunistycznej rzeczywistości w zgodzie z kanonami estetycznymi epoki. Bohaterami jego utworów są ludzie zepchnięci na margines społeczny, członkowie artystycznej bohemy czy mieszkańcy czarnogórskich wiosek doświadczający okrucieństw wojny.
Do najważniejszych postaci współczesnej literatury serbskiej można zaliczyć laureata nagrody Nobla w dziedzinie literatury, Ivo Andricia (1892–1975), Miloša Crnjanskiego (1893–1977), krytycznego wobec reżimu Tity i pozostającego przez wiele lat na emigracji, oraz Branko Ćopicia, który w swych utworach zawarł własne doświadczenia wyniesione z czasów II wojny światowej. Temat walki narodowowyzwoleńczej był obecny również w dziełach wielu innych pisarzy serbskich, m.in. Dobricy Ćosicia (późniejszego prezydenta Federalnej Republika Jugosławii), Mihailo Lalicia, Skendera Kulenovicia czy Mešy Selimovicia.
Tendencje postmodernistyczne w literaturze serbskiej widoczne są w twórczości Danilo Kiša (1935–1989), powieściopisarza, poety, eseisty i tłumacza. Wywodząc się ze środowiska węgierskich żydów, przeżył w czasie wojny osobistą tragedię: stracił część krewnych, w tym ojca, którzy zginęli w obozach koncentracyjnych. W tzw. trylogii rodzinnej, na którą składają się utwory Ogród, popiół (serb. Bašta, pepeo, 1965), Wczesne smutki (serb. Rani jadi, 1969) oraz Klepsydra (serb. Peščanik, 1972) Kiš sięgnął po wątki autobiograficzne. Posługując się rozmaitymi technikami literackimi (wskazuje się np., iż w powieści Ogród, popiół dostrzegalne są inspiracje twórczością Bruno Schulza), przedstawił w trylogii losy żydowskiej rodziny, mieszkającej w Wojwodinie w okresie poprzedzającym II wojnę światową.

## Grupy i kierunki literackie
- Alpha – awangardowa grupa literacka działająca w Belgradzie w latach 1920–1922[25]
- Hipnizm – awangardowy program literacki promowany w latach 1922–1923 przez R. Drainaca[26]
- Klokotryzm – neodadaistyczne wystąpienia literackie z lat 70. i 80. XX w.[27]
- Literatura socjalna – marksistowska tendencja w literaturze lat 30. XX w.[28]
- Serbska Moderna – serbska odmiana modernizmu z przełomu XIX i XX w.[29]
- Sumatraizm – awangardowy program literacki ogłoszony na początku lat 20. XX w. przez Miloša Crnjanskiego[30]
- Sygnalizm – neoawangardowy ruch literacki z lat 60. i 70. XX w.[31]